# Andrena fabalis
Andrena fabalis är en biart som beskrevs av Warncke 1966. Andrena fabalis ingår i släktet sandbin, och familjen grävbin. Inga underarter finns listade i Catalogue of Life.